# Gottenhouse
Gottenhouse est une commune française située dans la circonscription administrative du Bas-Rhin et, depuis le 1er janvier 2021, dans le territoire de la Collectivité européenne d'Alsace, en région Grand Est.
Cette commune se trouve dans la région historique et culturelle d'Alsace.
La dénomination actuelle de la commune date du 21 février 1948 et remplace Gottenhausen.

## Géographie
Gottenhouse fait partie du canton et de l'arrondissement de Saverne (Bas-Rhin). La commune adhère à la communauté de communes de la région de Saverne. Son territoire communal est de 125 ha.

### Localisation
Située à 2 km au sud de Saverne, entre les Vosges du Nord, à l'ouest, et la route nationale 4, à l'est, sur la rive gauche du Mosselbach, la localité se trouve à 205 m d'altitude.

### Communes limitrophes
| Saverne |             | Otterswiller |
|         | Gottenhouse |              |
| Haegen  |             | Marmoutier   |

### Hydrographie
La commune est dans le bassin versant du Rhin au sein du bassin Rhin-Meuse. Elle est drainée par la Mossel, le ruisseau le Weinerbaechel et le ruisseau Rosselbach,.
La Mossel, d'une longueur totale de 21,2 km, prend sa source dans la commune de Dabo et se jette  dans la Zorn à Dettwiller, après avoir traversé douze communes. 

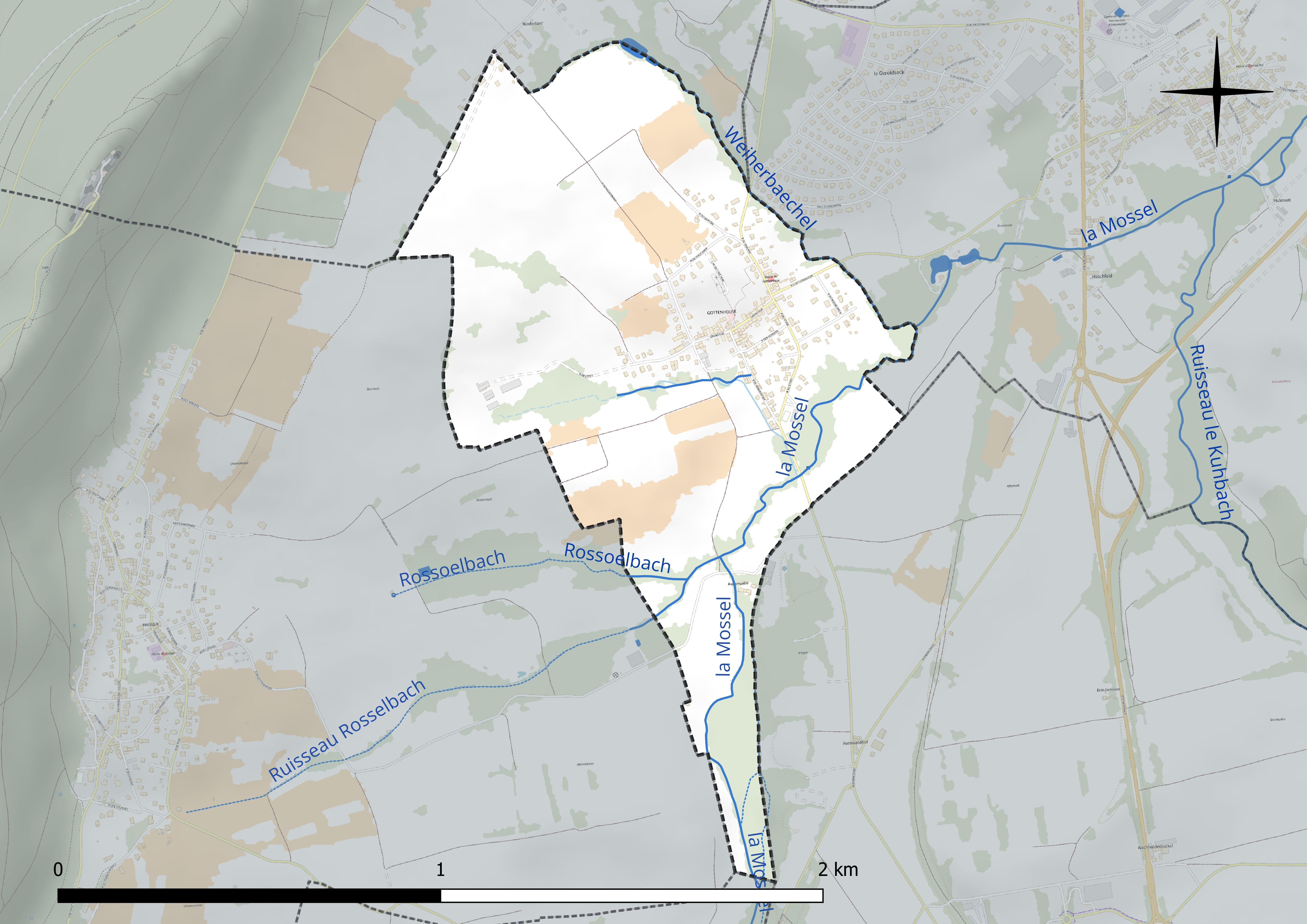
Réseau hydrographique de Gottenhouse.

### Climat
Pour des articles plus généraux, voir Climat du Grand Est et Climat du Bas-Rhin.
En 2010, le climat de la commune est de type climat des marges montargnardes, selon une étude du Centre national de la recherche scientifique s'appuyant sur une série de données couvrant la période 1971-2000. En 2020, Météo-France publie une typologie des climats de la France métropolitaine dans laquelle la commune est exposée à un climat semi-continental et est dans la région climatique  Vosges, caractérisée par une pluviométrie très élevée (1 500 à 2 000 mm/an) en toutes saisons et un hiver rude (moins de 1 °C). 
Pour la période 1971-2000, la température annuelle moyenne est de 10,3 °C, avec une amplitude thermique annuelle de 17,6 °C. Le cumul annuel moyen de précipitations est de 781 mm, avec 10,7 jours de précipitations en janvier et 10,3 jours en juillet. Pour la période 1991-2020, la température moyenne annuelle observée sur la station météorologique de Météo-France la plus proche, « Wangenbourg_sapc », sur la commune de Wangenbourg-Engenthal à 11 km à vol d'oiseau, est de 9,9 °C et le cumul annuel moyen de précipitations est de 1 131,8 mm. 
La température maximale relevée sur cette station est de 36,4 °C, atteinte le 25 juillet 2019 ; la température minimale est de −16,9 °C, atteinte le 7 février 2012,,. 
Les paramètres climatiques de la commune ont été estimés pour le milieu du siècle (2041-2070) selon différents scénarios d'émission de gaz à effet de serre à partir des nouvelles projections climatiques de référence DRIAS-2020. Ils sont consultables sur un site dédié publié par Météo-France en novembre 2022.

## Urbanisme

### Typologie
Au 1er janvier 2024, Gottenhouse est catégorisée ceinture urbaine, selon la nouvelle grille communale de densité à sept niveaux définie par l'Insee en 2022.
Elle appartient à l'unité urbaine de Saverne, une agglomération intra-départementale regroupant huit  communes, dont elle est une commune de la banlieue,,. Par ailleurs la commune fait partie de l'aire d'attraction de Strasbourg (partie française), dont elle est une commune de la couronne,. Cette aire, qui regroupe 268 communes, est catégorisée dans les aires de 700 000 habitants ou plus (hors Paris),.

### Occupation des sols
L'occupation des sols de la commune, telle qu'elle ressort de la base de données européenne d’occupation biophysique des sols Corine Land Cover (CLC), est marquée par l'importance des territoires agricoles (69,6 % en 2018), en diminution par rapport à 1990 (71,7 %). La répartition détaillée en 2018 est la suivante : 
prairies (69,6 %), zones urbanisées (21,4 %), forêts (9 %). L'évolution de l’occupation des sols de la commune et de ses infrastructures peut être observée sur les différentes représentations cartographiques du territoire : la carte de Cassini (XVIIIe siècle), la carte d'état-major (1820-1866) et les cartes ou photos aériennes de l'IGN pour la période actuelle (1950 à aujourd'hui).

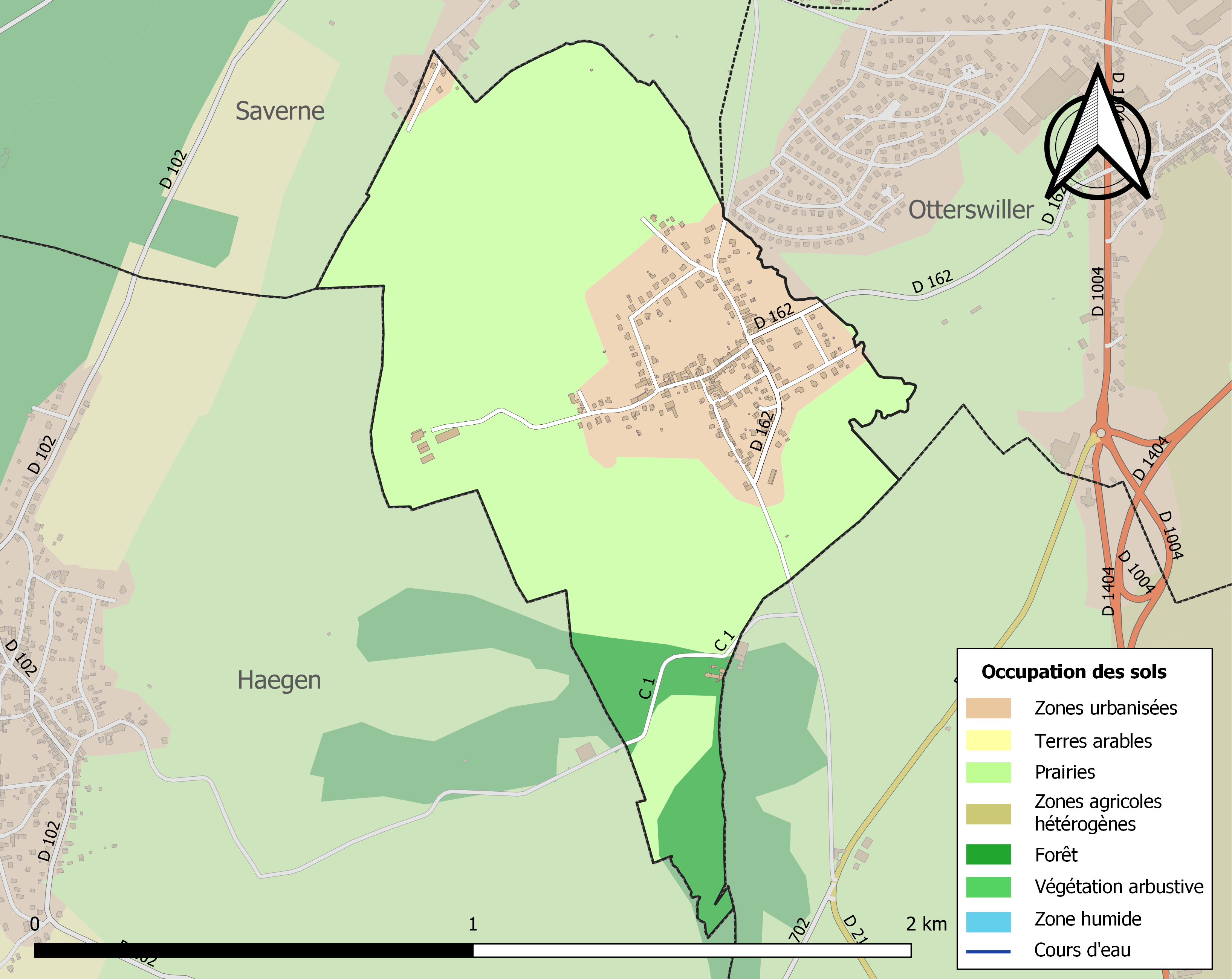
Carte des infrastructures et de l'occupation des sols de la commune en 2018 (CLC).

## Toponymie
- L'orthographe du nom du village évolue au cours des siècles, mais ne varie guère : Gotzhuse (1363), Gotenhusen (1371), Gottenhusen (1427), Gottenhausen (1520), Gottenhausen (1793 et 1801) et enfin Gottenhouse (décret du 17 février 1948).
- Gottehüse en alsacien.

## Histoire
Établie dans un site dont la terre ingrate et peu fertile dans son ensemble n'a guère attiré les colons installés par Rome au cours des IVe et Ve siècles, Gottenhouse est une fondation tardive, peut être du début du IXe siècle.
Le village apparaît sous le nom de Godenhusa dans une copie d'un inventaire des biens de l'abbaye de Marmoutier de 828 datant de la fin du Xe siècle. La localité semble constituer un centre administratif indépendant comme on en trouve à Otterswiller, Schwebwiller ou Schwenheim pour ne citer que les domaines voisins. Au début du siècle suivant, Gottenhouse et Otterswiller paraissent ne former qu'un seul groupe domanial, c'est-à-dire 25 manses serviles.
Propriété de l'abbaye de Marmoutier, Gottenhouse va connaître le destin mouvementé de son territoire, la marche de Marmoutier. L'évêque de Metz, suzerain de l'abbaye avait, en effet, confié l'avouerie de Marmoutier, c'est-à-dire la protection, à la famille de Geroldseck qui abusera de ses droits.
Dès le milieu du XIIIe siècle, le territoire de l'abbaye était, en fait, devenu la seigneurie des Geroldseck. Le jeu des successions divisa finalement la marche en quatre parties appartenant à quatre co-seigneurs, les Hanau-Lichtenberg, les Ribeaupierre, les Wangen et le duc de Lorraine, au milieu du XVIe siècle. Ce n'est qu'en 1705 que l'abbaye de Marmoutier parvint à réunifier son ancien territoire. De 1790 à 1801, Gottenhouse fit partie du canton de Saverne, puis fut rattaché à celui de Marmoutier.
En 1612, Gottenhouse comptait huit bourgeois, soit une quarantaine d'habitants. Le lieu était désert à la fin de la guerre de Trente Ans. Dès 1662, il comptait à nouveau onze familles. En 1693, douze familles catholiques et deux protestantes y habitaient. Puis la population augmente régulièrement : vingt familles en 1720, cent-cinquante-huit habitants en 1791, deux-cent-soixante en 1807, trois-cent-deux en 1851 ; à partir de cette date, la localité connaît un déclin démographique inexorable : deux-cent-vingt-six habitants en 1905, deux-cent-huit en 1968. La reprise ne prendra forme qu'à partir de 1975.
Jusqu'en 1685, la paroisse est une filiale de Marmoutier. En 1685, elle devient filiale de Haegen, puis, en 1757, d'Otterswiller dont elle dépend encore de nos jours. En 1454, on mentionne la chapelle Saint-Lambert, mais la paroisse est vouée à saint Lambert et sainte Balbine. À partir du milieu du XVIIIe siècle, on ne mentionne plus que saint Lambert.
L'abbaye de Marmoutier est collateur de la paroisse jusqu'à la Révolution. L'église actuelle date de 1866. Elle comprend un beau clocher roman du XIIe siècle. Elle remplace l'édifice de 1658, l'église ayant été entièrement dévastée durant la guerre de Trente Ans. Elle a fait l'objet d'un important programme de travaux qui a débuté en 1989 avec la rénovation intérieure suivie de celle de la chapelle et, enfin, celle de l'orgue dont le buffet avait été classé monument historique en 1977.

## Politique et administration

### Liste des maires

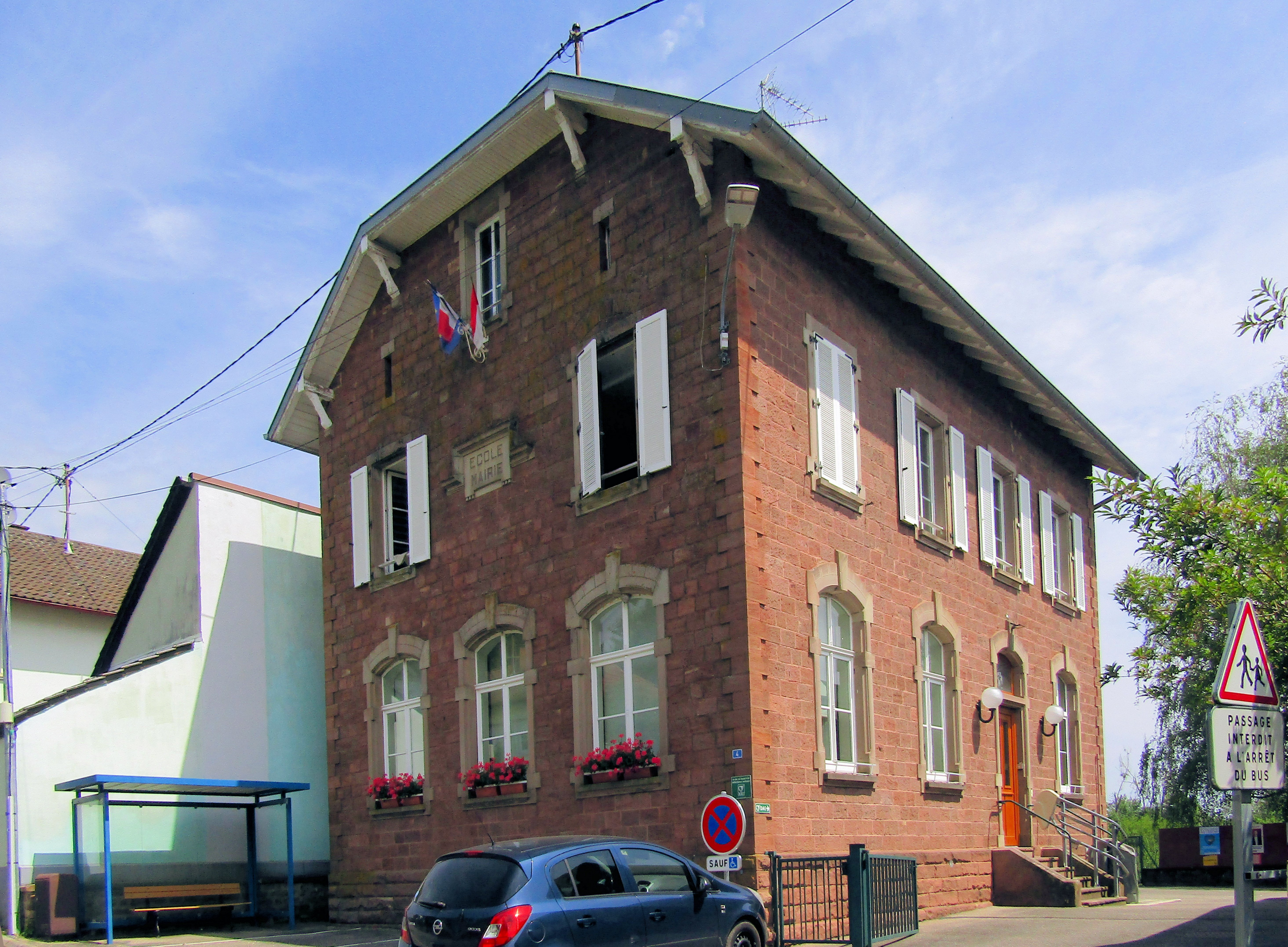
La mairie-école.

| Période                                  | Période                   | Identité                                      | Étiquette | Qualité |
| ---------------------------------------- | ------------------------- | --------------------------------------------- | --------- | ------- |
| Les données manquantes sont à compléter. |                           |                                               |           |         |
| mars 2001                                | mars 2008                 | François Wilt                                 |           |         |
| mars 2008                                | 2014                      | Richard Beckerich                             |           |         |
| 2014                                     | En cours (au 31 mai 2020) | Jean-Luc Simon Réélu pour le mandat 2020-2026 |           |         |

## Population et société

### Démographie
L'évolution du nombre d'habitants est connue à travers les recensements de la population effectués dans la commune depuis 1793. Pour les communes de moins de 10 000 habitants, une enquête de recensement portant sur toute la population est réalisée tous les cinq ans, les populations de référence des années intermédiaires étant quant à elles estimées par interpolation ou extrapolation. Pour la commune, le premier recensement exhaustif entrant dans le cadre du nouveau dispositif a été réalisé en 2006.

En 2022, la commune comptait 369 habitants, en évolution de −4,4 % par rapport à 2016 (Bas-Rhin : +3,17 %, France hors Mayotte : +2,11 %).
| 1793 | 1800 | 1806 | 1821 | 1831 | 1836 | 1841 | 1846 | 1851 |
| ---- | ---- | ---- | ---- | ---- | ---- | ---- | ---- | ---- |
| 180  | 226  | 265  | 270  | 250  | 247  | 249  | 291  | 302  |

| 1856 | 1861 | 1866 | 1871 | 1875 | 1880 | 1885 | 1890 | 1895 |
| ---- | ---- | ---- | ---- | ---- | ---- | ---- | ---- | ---- |
| 271  | 266  | 274  | 225  | 263  | 252  | 235  | 229  | 204  |

| 1900 | 1905 | 1910 | 1921 | 1926 | 1931 | 1936 | 1946 | 1954 |
| ---- | ---- | ---- | ---- | ---- | ---- | ---- | ---- | ---- |
| 211  | 226  | 228  | 208  | 204  | 197  | 176  | 195  | 267  |

| 1962 | 1968 | 1975 | 1982 | 1990 | 1999 | 2006 | 2011 | 2016 |
| ---- | ---- | ---- | ---- | ---- | ---- | ---- | ---- | ---- |
| 228  | 208  | 218  | 285  | 313  | 352  | 373  | 389  | 386  |

| 2021 | 2022 | - | - | - | - | - | - | - |
| ---- | ---- | - | - | - | - | - | - | - |
| 373  | 369  | - | - | - | - | - | - | - |

## Culture locale et patrimoine

### Lieux et monuments
- Buffet d'orgue de Georg Friedrich Merckel (1691-1766) dans l'église catholique Saint-Lambert.

## Personnalités liées à la commune

### Héraldique
| Blason de Gottenhouse | Blason  | D'azur à l'église d'argent, ouverte et ajourée de sable, essorée de gueules. |
| Blason de Gottenhouse | Détails |                                                                              |